# 이코마 다카토시

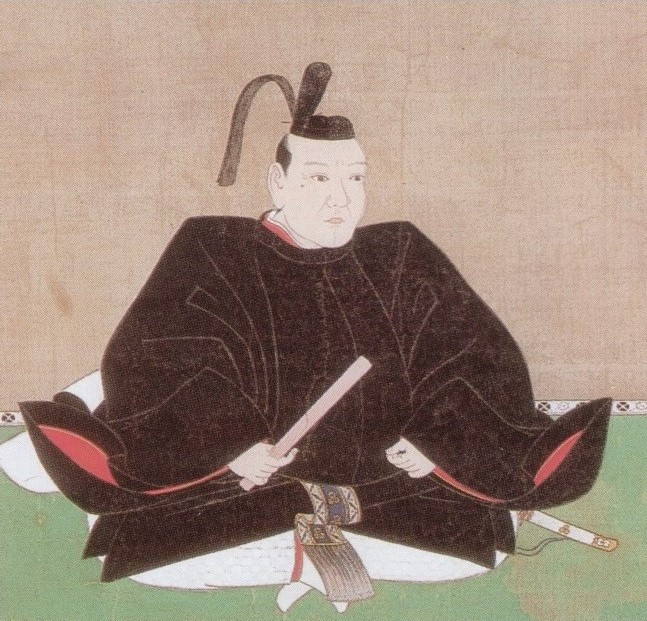
이코마 다카토시 초상화

이코마 다카토시(일본어: 生駒高俊, 1611년 ~ 1659년 8월 4일)는 일본 에도 시대의 다이묘로, 다카마쓰번의 4대 번주이자 야시마번의 초대 번주이다. 이코마 마사토시의 아들이며, 어릴적 이름은 고보시(小法師)이다. 관위는 종4위하, 이키노카미이다.
겐나 7년(1621년)에 아버지 마사토시가 사망하자, 11세의 어린 나이로 가문을 계승 (수학)하였는데, 성인이 된 이후에도 나태하고 어리석어, 정무를 내팽개치고 미소년들을 모아 오로지 유흥에 탐닉하여, 간에이 14년(1637년)에 가신단 사이에서 번의 주도권을 둘러싼 내분인 이코마 소동이 일어나, 간에이 17년(1640년)에 막부의 명에 의해 영지를 몰수당하였고, 다카토시는 데와국로 유배되었다. 그리고 용서의 의미로 야시마 1만 석 영지를 지급하였다. 맏아들은 다카키요이다. 도쿠가와짓키 간에이 17년 7월 26일자의 기록에 의하면 다카토시의 맏아들 이름이 에몬 다카노리(右衛門高法)로 되어 있으나, 도쿠가와짓키에만 보이는 기록이다.
| 전임 이코마 마사토시 | 제4대 다카마쓰번 번주 (이코마씨) 1621년 ~ 1640년 | 후임 마쓰다이라 요리시게 |

|  | 야시마번 번주 (이코마씨) 1640년 ~ 1659년 | 후임 이코마 다카키요 |